# 乐然公园

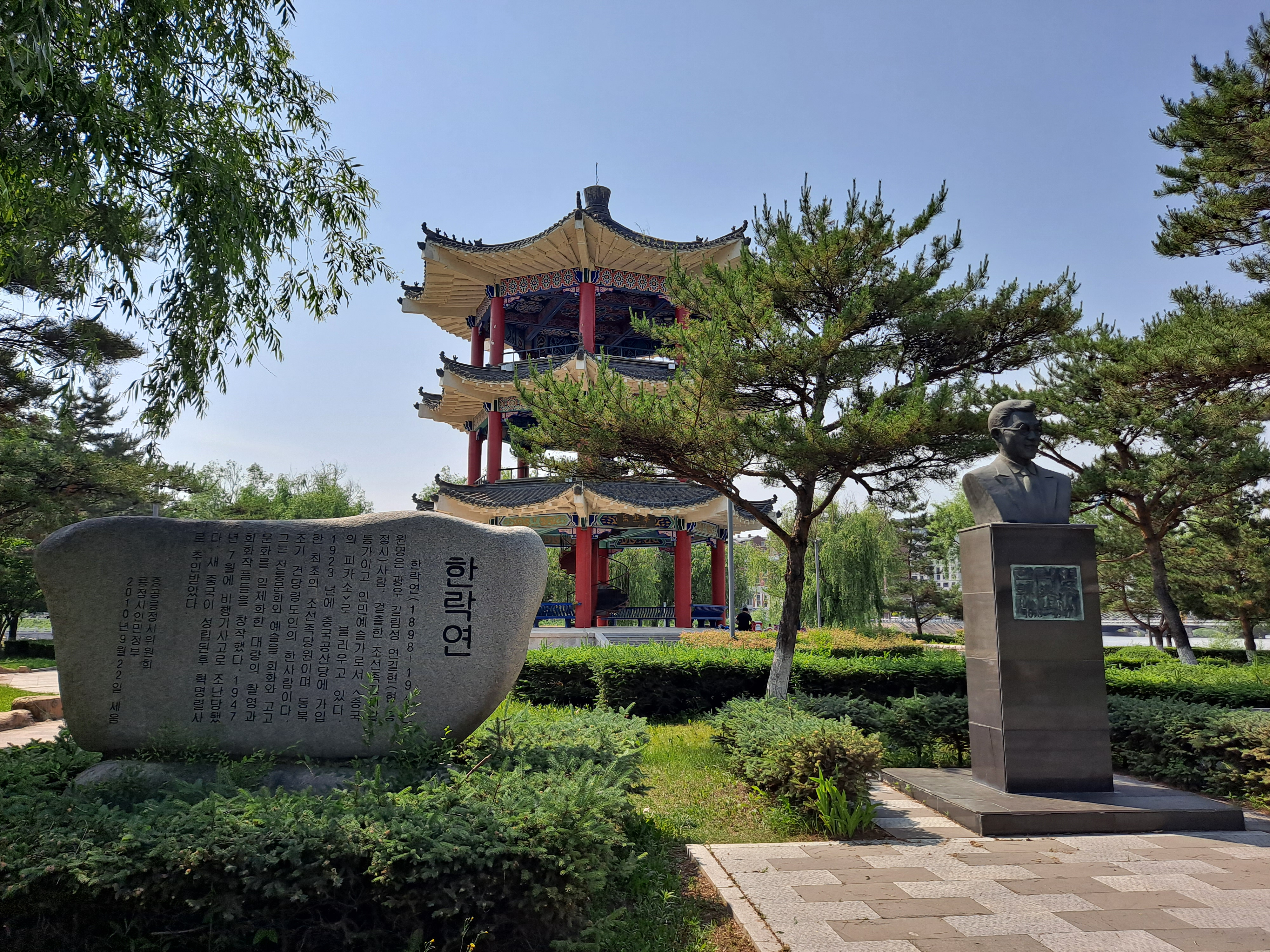
乐然公园内的韩乐然半身铜像、石碑和乐然亭

乐然公园位于中华人民共和国吉林省延边朝鲜族自治州龙井市海兰江畔，为纪念中国美术界和中国朝鲜族最早的共产党员韩乐然烈士而建。园内建有韩乐然半身铜像，中朝双语纪念石碑，乐然亭等，是龙井市的休闲、旅游景点之一。

## 历史
乐然公园建成于2010年国庆节前夕。原中央统战部副部长、国家民委主任李德洙在9月份为“乐然公园”、“乐然亭”题字。同月，龙井市市委市政府在园中立了纪念石碑。2011年5月，园中立韩乐然半身铜像:182-183。2018年10月，乐然公园举行了韩乐然诞辰120周年缅怀活动。李德洙、延边州委常委、宣传部部长金基德，韩乐然女儿韩健立，以及各地“韩乐然研究会”专家学者等参加了活动。